# Роберт де Нола
Роберт де Нола, також відомий під псевдонімом Местре Роберта, — каталонський кухар, який є автором першої друкованої книги рецептів каталонською мовою, Llibre del Coch (каталонською Книга кухаря). Він служив кухарем короля Неаполя Фердинанда I.

## Llibre del Coch
Нола опублікував Llibre del Coch під псевдонімом Местре Роберта в Барселоні в 1520 році. Це був перша опублікована куховарська книга каталонською мовою. Вона також був перекладена на кастильську та іспанську і перше таке видання було опубліковано в Толедо в 1525 році. Деякі частини книги засновані на Llibre de Sent Soví, знаменитій середньовічній кухонній книзі. Вона містить рецепти і кулінарні традиції 14-го століття.